# Ferrari FF
Ferrari FF (Type F151) (FF означає «Ferrari Four», тобто чотири місця і четверо ведучих коліс) — це повнопривідний хетчбек класу гран-турізмо, показаний Ferrari 21 січня 2011 року. Його офіційна презентація була проведена 1 березня 2011 року на Женевському автосалоні.

## Опис

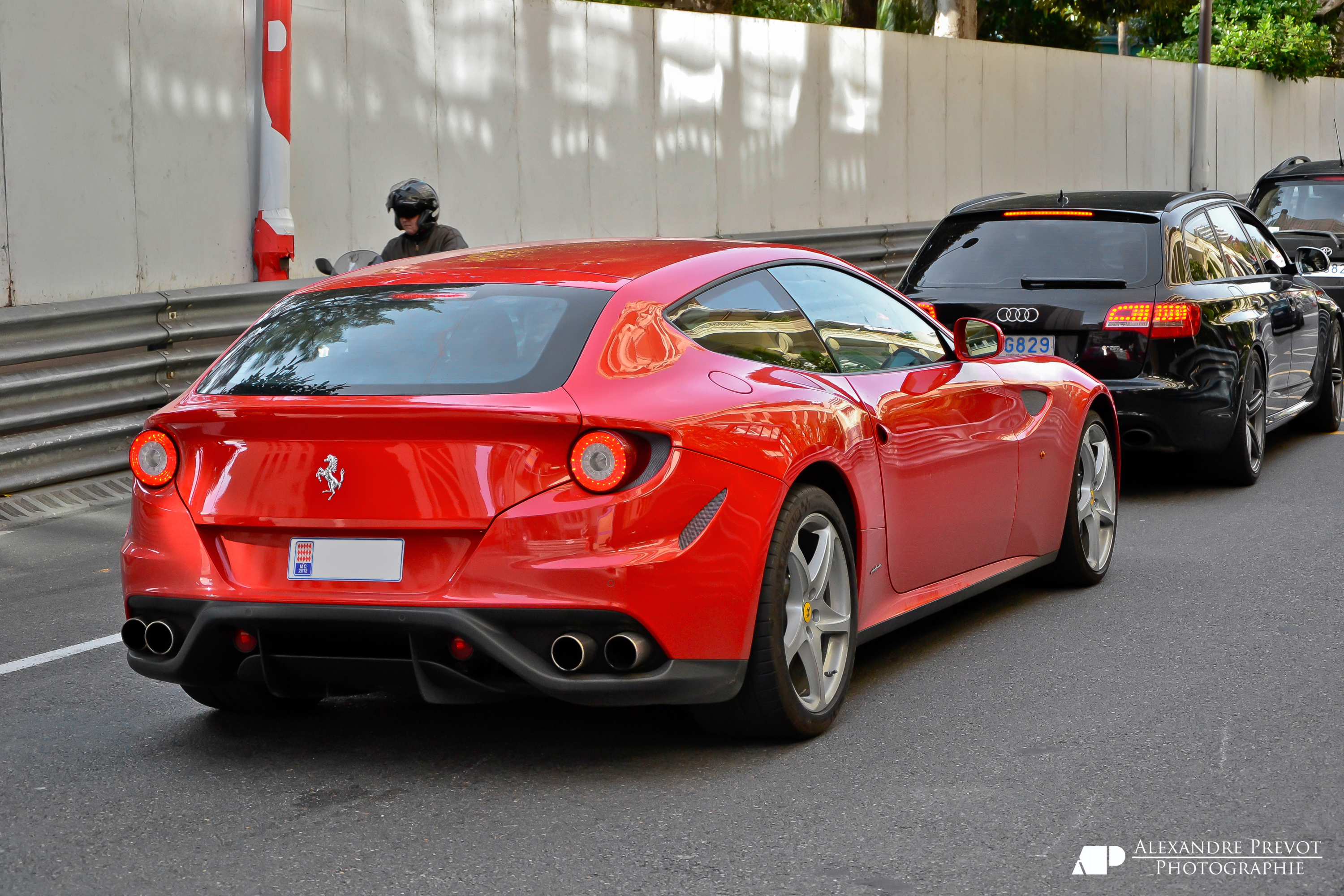
Ferrari FF

У цій моделі є дві принципово нові для автомобілів, що випускаються в Маранелло особливості — це перший повнопривідний Ferrari, і її перший суперкар в кузові хетчбек. Його розробники з кузовного ательє Carrozzeria Pininfarina S.p.A. вибрали для трьохдверного повнопривідного суперкара рідкісну нині модифікацію універсала під назвою Shooting Brake (дослівний переклад — «мисливський привал»). Такий кузов забезпечує зручність трансформації салону при стильному зовнішньому вигляді.
Ferrari FF прийшов на зміну Ferrari 612 Scaglietti в модельному ряду компанії. Розгін від 0 до 100 км/год відбувається за 3,7 с; максимальна швидкість — 335 км/год. Ferrari позиціонує FF як найшвидший повнопривідний автомобіль в світі. Ціна FF становить 300 000 USD.
Машина має полегшене алюмінієве шасі. Споряджена маса — 1790 кг.
Самим ім'ям моделі, FF, Ferrari ясно дає зрозуміти, що цей автомобіль більш практичний, ніж його попередник, 612 Scaglietti. Його система повного приводу дозволяє впевненіше вести машину в складних погодних умовах, таких як дощ і сніг, а чотири місця вже досить, щоб вважати FF утилітарним автомобілем.

## Технічні характеристики

### Двигун
На Ferrari FF стоїть найбільший за об'ємом двигун, який коли-небудь випускався компанією — атмосферний (безнаддувний) F140 EB V12 з безпосереднім впорскуванням палива і кутом розвалу циліндрів 65° робочим об'ємом 6,3 літра. Цей агрегат видає потужність 660 к.с. (485,4 кВт) при 8000 обертах на хвилину і крутний момент 683 Нм при 6000 обертах на хвилину.
|                                | Ferrari FF       |
| ------------------------------ | ---------------- |
| Циліндри/Клапани               | V12/48           |
| Об'єм (см³)                    | 6262             |
| Потужність (к.с./кВт при хв−1) | 660/485 при 8000 |
| Крутний момент (Нм/хв−1)       | 683/6000         |
| Ступінь стиску                 | ?                |
| Привід                         | Повний           |
| 0-100 км/год                   | 3,7              |
| Максимальна швидкість (км/год) | 335              |
| Витрати пального (л/100 км)    | 15,4             |
| CO2-Викиди (г/км)              | 360              |
| Вага (кг)                      | 1790             |
| Бак (літрів)                   | ?                |
| Роки випуску                   | з 2011           |

### Трансмісія
FF оснащений 7-ступінчастою роботизованою коробкою передач DCT з подвійним зчепленням, подібною до тих, які стоять на Ferrari California і Ferrari 458 Italia.

### Система повного приводу
Нова система повного приводу, розроблена і запатентована Ferrari, називається 4 RM. Вона на 50% легша, ніж звичайна подібна система, і щонайкраще передає крутний момент на кожне з чотирьох коліс. Вона діє, тільки коли перемикач режиму приводу встановлений в положення Comfort або Snow, тоді як в решту часу автомобіль залишається традиційно задньопривідним.